# Skakktoppen
Skakktoppen är en bergstopp i Antarktis. Den ligger i Östantarktis. Norge gör anspråk på området. Toppen på Skakktoppen är 1 968 meter över havet.
Terrängen runt Skakktoppen är platt västerut, men österut är den kuperad. Trakten är obefolkad. Det finns inga samhällen i närheten.